# Церковь Великомученицы Екатерины (Выру)
Церковь Великомученицы Екатерины (эст. Võru Suurkannataja Ekaterina kirik) — православная церковь в городе Выру, которую использует выруский приход Великомученицы Екатерины Эстонской апостольской православной церкви.
Расположена по адресу ул. Лембиту, 1. Внесена в Государственный регистр памятников культуры Эстонии как архитектурный памятник.

## Архитектура
У церкви есть простой прямоугольный план и массивная колокольня. В барабане церкви размещена куполообразная сигнатурка. В стенах здания расположены арочные окна. Церковь по стилю является в основном раннеклассицической, хотя имеет и определенные элементы барокко; также она имеет два больших и два малых колокола.
Церковь может вместить до тысячи человек.

## История
Строительство церкви было начато в 1793 году во времена правления Екатерины II. Её спроектировал губернский архитектор Лифляндии Маттиас Шонс (Mathias Schons), строительными работами руководил житель Виру Иоганн Карл Отто (Johann Karl Otto). Строительство было завершено в 1796 году.
Освящение церкви состоялось 6 ноября (по старому стилю) 1804 года рижским архимандритом Бенедиктом в честь Екатерины Александрийской и с тех пор носит её имя.
Для содержания церкви государство в 1870 году предоставило ей здания, животных, оборудование и 248 гектаров земли Выру, тем самым расширив границы владений церкви от озера Мустьярв до замка Кирумпяе. Церковь также получила разрешение на лов рыбы в озерах Тамула и Вагула.
Церковь имеет много икон и нарядно украшенный иконостас.
В 1922 году государство забрало большую часть церковных земель – у церкви осталось всего 72 гектаров. В 1944 году её владения уменьшились до 14 га, а в 1949 году была конфискована и эта территория вместе с посеянной на ней рожью.
В 1933 году приход соорудил небольшую часовню на городском кладбище Виру.
В сентябре 1999 года реставраторы нашли в кресте ящик, содержащий письмо верховного священника Иоанна Еленина от 17 июля 1854 года, где он дает обзор распространения православия в Вирумаа, рассказывает о деятелях церкви и жизни в Выру. В ящике также нашли три выпуска газеты «Северная Пчела» и эстонский народный календарь 1854 года, алфавит, напечатанный в Риге в 1848 году, три издания на православную тематику на эстонском языке и 22 медных монеты. Все эти документы были переданы Музею Вирумаа.

## Духовенство
Первым священником эстонского происхождения в Выру был диакон Алексей Аллик, служивший в церкви в 1880–1886 годах, который позже ставший пробстом в Сааремаа.
С 1891 по 1921 года настоятелем церкви был Николай Протопопов, служивший в приходе с 1870 года.
С 1904 по 1931 года священником был Иоанн Сепп, впоследствии повышен до первосвященника. В 1916 году на службе в церкви находился диакон Йоанн Рандвере, ставший священником в 1922 году и служивший до 1976 года. Пожилому священнику помогали диакон Семеон Айм и кистер Аугуст Ива. В 1976 году священником прихода стал игумен Антоний (Касекюли), по чьей инициативе в церкви состоялся первый ремонт — были заменены крыша и полы, здание было оштукатурено и окрашено как внутри, так и снаружи; ремонт в общей сложности длился семь лет и был тяжелым для прихода из-за больших затрат. 18 ноября 1991 года священником прихода стал Рафаэль Хинрикус. Сейчас в этой должности находится Стефан Фрайман.